# Нож для колки льда
Нож для колки льда — инструмент, используемый для дробления и измельчения льда, а также для создания кубиков льда и отделения мелких кусков от более крупного блока; запатентован был в США в 1904 году. До появления современных моделей холодильников нож для колки льда был широко распространённым бытовым приспособлением, применявшимся для разделения льда на части и формирования кубиков, помещавшихся в ящики. На рубеже 1920-х и 1930-х годов его значение как предмета домашнего обихода резко снизилась; вместе с тем они по-прежнему широко используются в барах.
Из-за своей доступности и способности легко прокалывать человеческое тело ножи для колки льда часто использовались как орудие убийства; в частности, известно, что они широко применялись в среде нью-йоркской организованной преступности в 1930-х и 1940-х годах: убийство чаще всего осуществлялось ударом в барабанную перепонку. Кроме того, вплоть до 1940-х годов эти же приспособления неоднократно использовались для проведения лоботомии.